# Новое строительство
Новое строительство (нем. Neues Bauen) — одно из направлений раннего модернизма в жилищном строительстве.

## Термин
Термин возник из названия вышедшей в 1919 году книги Эрвина Гуткинда «Новое строительство. Основы практического создания поселений». В это время, после поражения Ноябрьской революции, социальные проблемы и высокий спрос на жильё стали стимулами для объединения новой архитектуры с решением социальных проблем. С 1919 года Бруно Таут, Вальтер Гропиус, Ганс Шарун и ряд других немецких архитекторов вели между собой секретную переписку («Стеклянная цепь»), где обсуждали социальные вопросы проектирования и строительства новых поселений для новых людей.

## История

### Предшественники и предыстория
Отец американского модернизма Луис Генри Салливан в 1890 году постулировал, что «форма следует функции», и этот тезис стал основным принципом Нового строительства. Во Франции Огюст Перре был одним из первых архитекторов, который использовал преимущества железобетона в обычном жилищном строительстве. В немецком Веркбунде, созданном в 1907 году, молодые архитекторы объединились с целью реализации архитектурного функционализма в соответствии с эпохой машин, без необходимости учитывать исторические реалии и с использованием современных материалов. Вальтер Гропиус написал в 1913 году:
«Новое время требует собственного смысла. Точная рельефная форма, любая случайность, чёткие контрасты, уравновешивающие звенья, ряд равных частей и единство формы и цвета станут эстетическим оружием современного художника-строителя в соответствии с энергетикой и экономикой нашей общественной жизни».

### Новое строительство
Архитектурное направление сложилось в 1920-х годах в Германии в русле движения «новой вещественности», обусловленное возможностями внедрения новых строительных конструкций и материалов, таких как стальной каркас и железобетонные детали. Конструкция здания прибрела доминирующее значение, стала выразительным элементом архитектуры и её перестали скрывать за декоративными фасадами. В этом «Новое строительство» было близко русскому конструктивизму, хотя причины появления этих направлений были различными. Первым жилым комплексом «Нового строительства» стало поселение Итальянский сад в г. Целле (арх. Отто Хеслер). Окончанием периода «Нового строительства» стал приход к власти в Германии в 1933 году национал-социализма. Начиная с выставки «Современная архитектура: интернациональная выставка» в 1932 году в Нью-Йорке, где широко были представлены архитекторы этого направления (отдельные статьи в каталоге выставки, которые написали Генри-Рассел Хичкок и Филип Джонсон, были посвящены Вальтеру Гропиусу, Ле Корбюзье, Якобусу Ауду, Людвигу Мис ван дер Роэ, Отто Хеслеру и целый раздел каталога, который написал Льюис Мамфорд, был посвящён жилищному строительству), вместе с другими направлениями раннего модернизма, получило наименование «интернациональный стиль».

## Принципы композиции
Архитекторы движения «Новое строительство» последовательно опирались на использование новых материалов: стекла, стали, железобетона. Это позволяло реализовывать, прежде всего, простые формы и композиции: кубические объёмы, взаимосвязи внешних и внутренних пространств. Новый язык архитектуры следовал основным экономическим принципам:
Социальная экономия. Дефицит жилья и обусловленное этим массовое строительство жилых зданий принуждают архитектора к использованию элементарных форм; украшения и орнаменты считаются неоправданным расточительством.
Конструктивная экономия. Сокращение количества несущих опор и стен позволяют при минимальных затратах использовать более свободные композиции.
Стилевая экономия. Формальная строгость и ясность конструктивной основы создают особую эстетическую выразительность.

## Представители движения
Основными представителями «Нового строительства», в дальнейшем интернационального стиля были Ле Корбюзье, Адольф Лоос, Вальтер Гропиус, Отто Хеслер, Хуго Херинг, Эрих Мендельсон, Людвиг Мис ван дер Роэ, Геррит Ритвельд, Ганс Шарун, Бруно Таут, Эрнст Май, Март Стам, Алвар Аалто, Пьер Луиджи Нерви и Йорн Утзон.
Организационно архитекторы «Нового строительства» объединились в 1928 году на Международном конгрессе современной архитектуры, заседания которого по-немецки назывались «Международными конгрессами Нового строительства» (Internationale Kongresse für Neues Bauen).

## Галерея

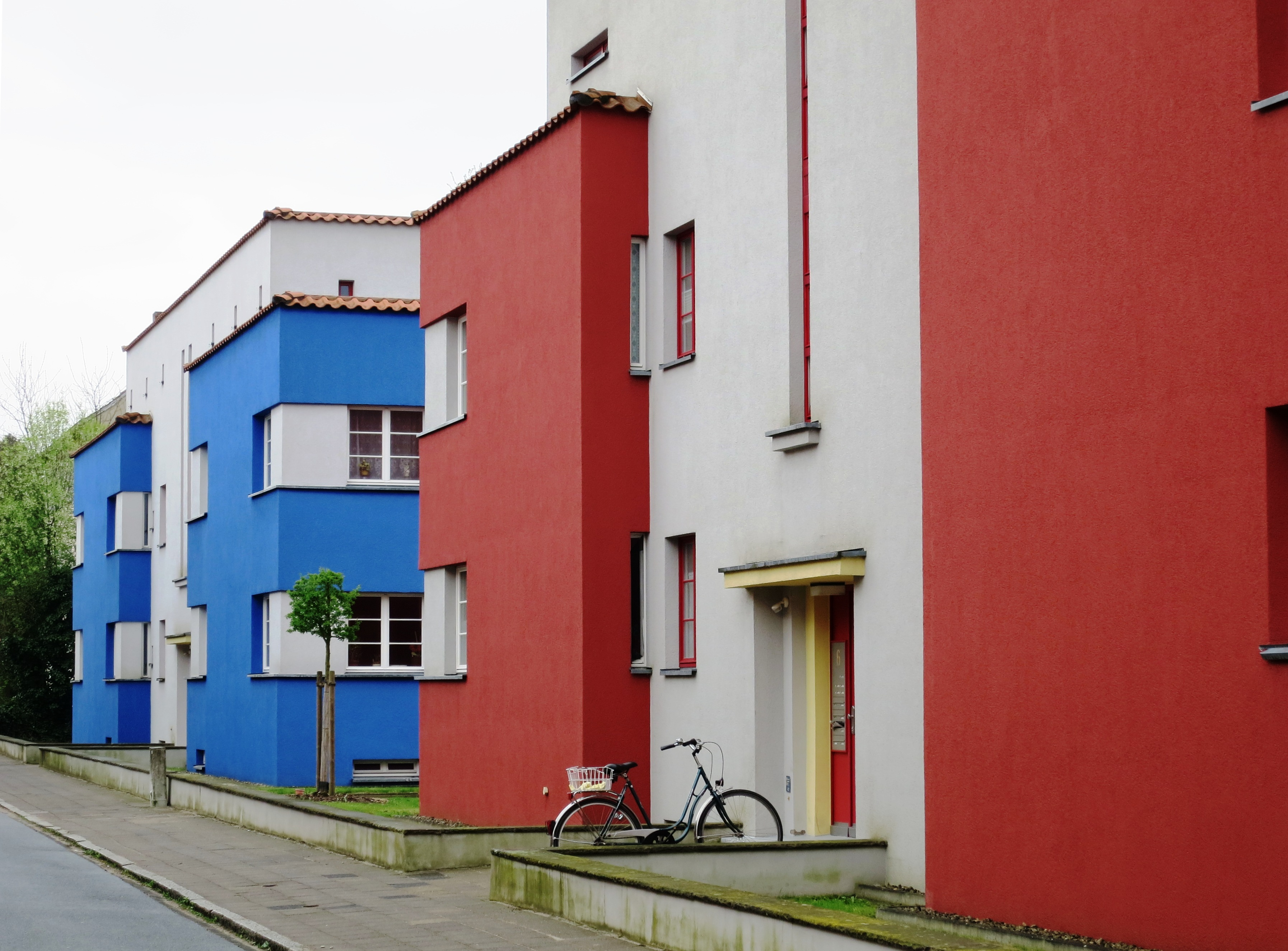
Итальянский Сад, г. Целле. 1923—1925. Отто Хеслер
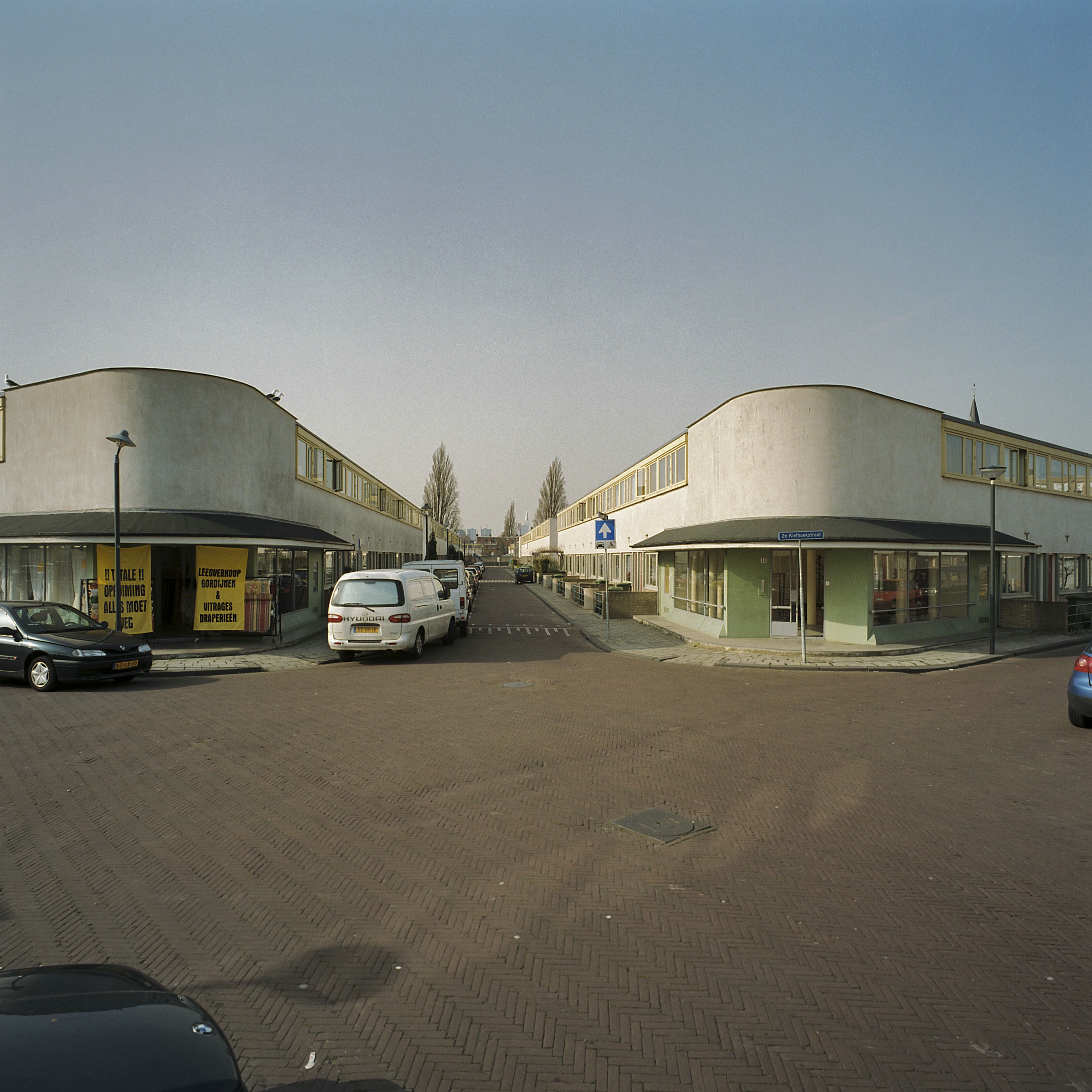
Кифхок, г. Роттердам. 1925—1929. Якобус Ауд
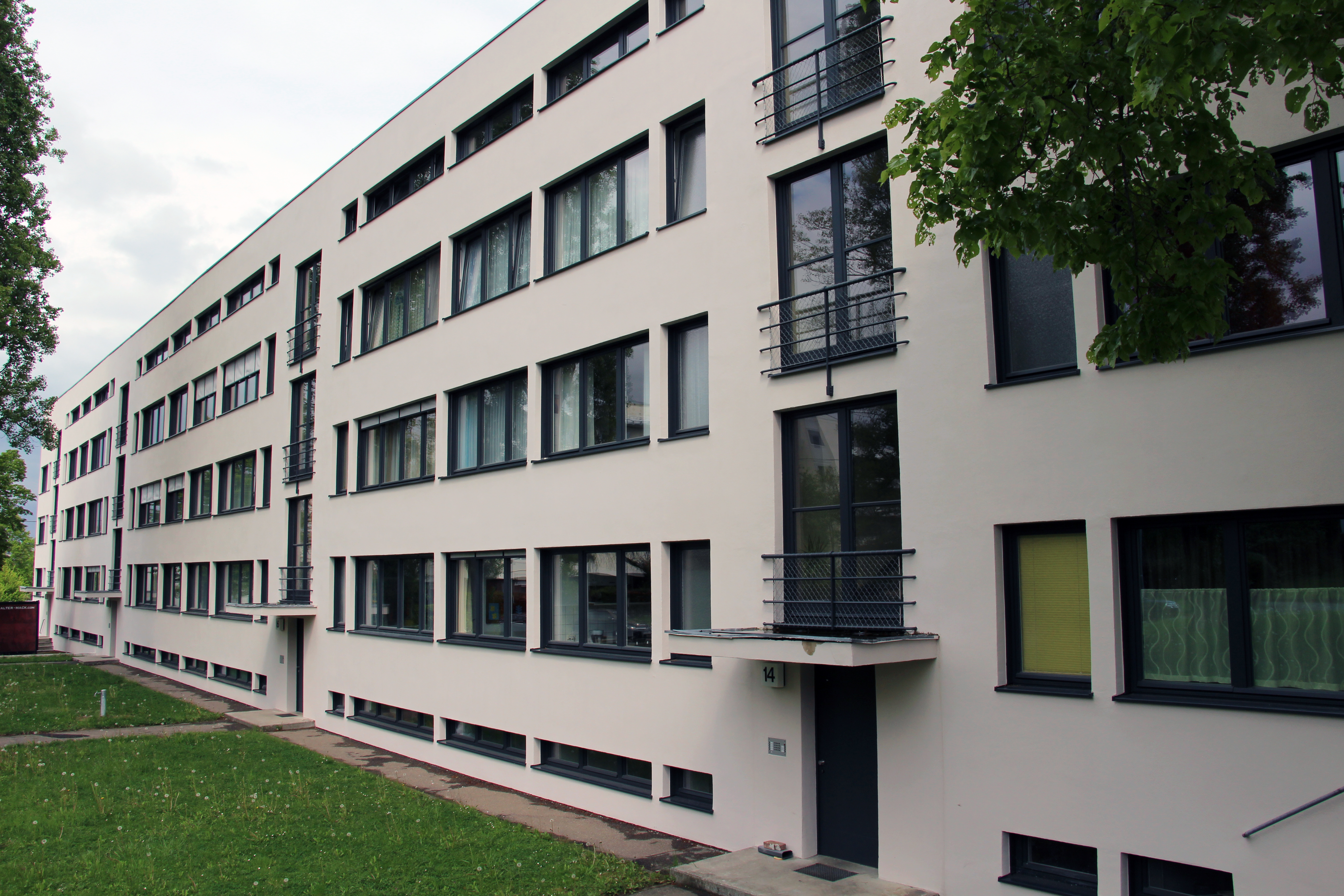
Вайсенхоф, г. Штутгарт. 1927. Мис ван дер Роэ
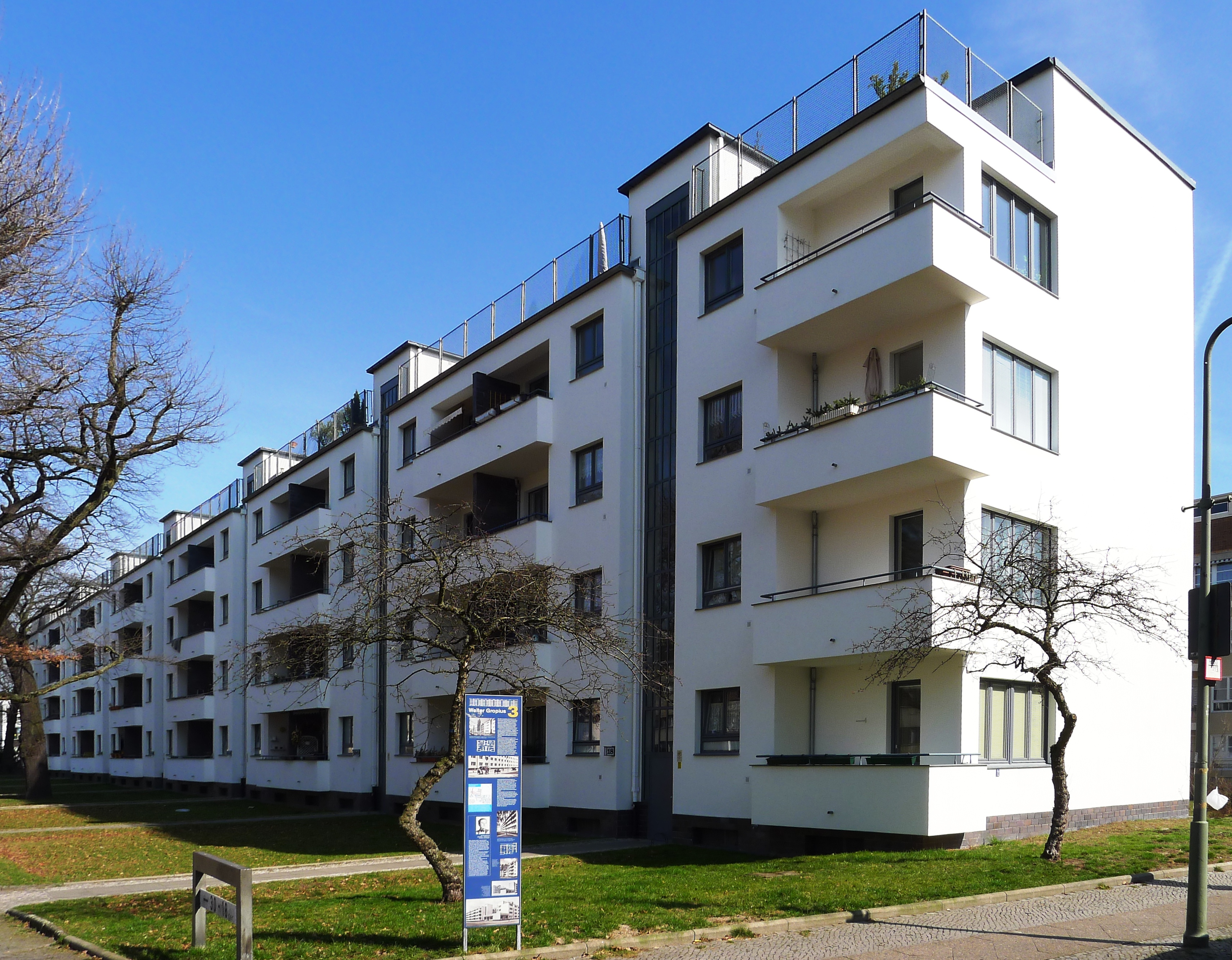
Сименсштадт, г. Берлин. 1929—1931. Вальтер Гропиус
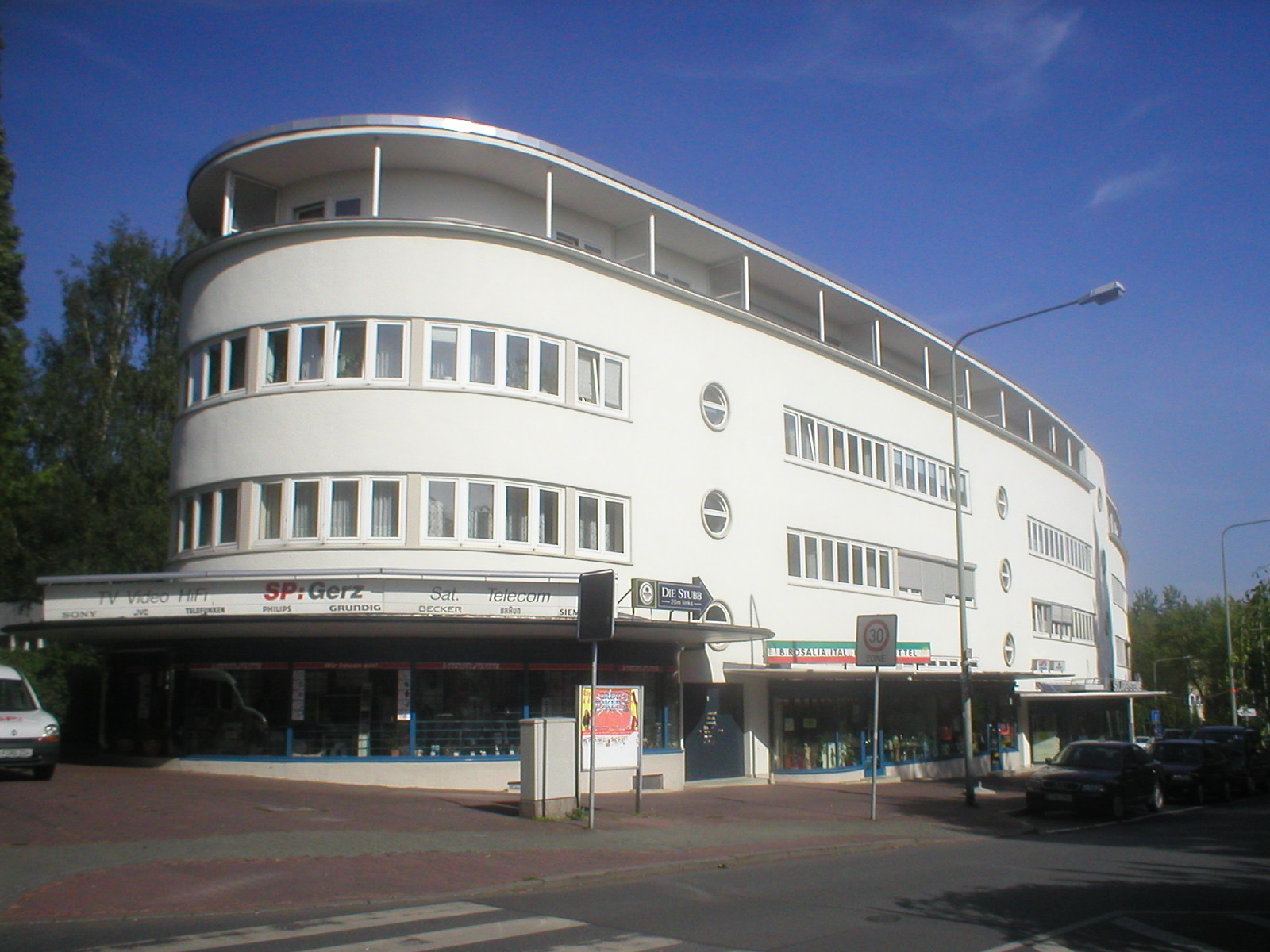
Рёмерштадт (Новый Франкфурт). 1929—1931. Эрнст Май
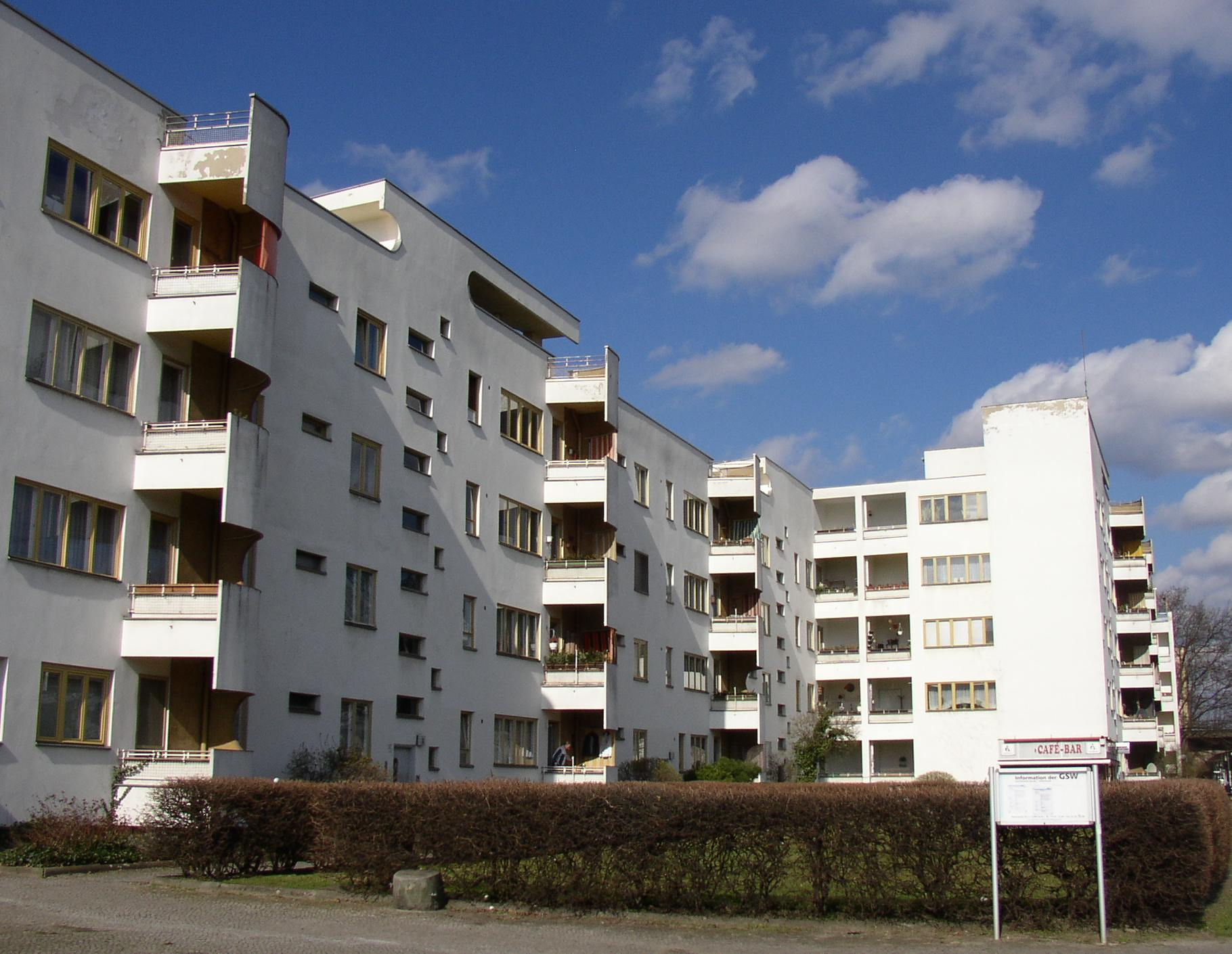
Сименсштадт, г. Берлин. 1929—1931. Ганс Шарун